# Charles R. Mabey
Charles Rendell Mabey, född 4 oktober 1877 i Bountiful, Utahterritoriet, död 26 april 1959 i Bountiful, Utah, var en amerikansk republikansk politiker. Han var Utahs guvernör 1921–1925.
Mabey var mormonmissionär i Tyskland 1900–1903. Senare tjänstgjorde han som Bountifuls borgmästare och satt i Utahs representanthus.
Mabey efterträdde 1921 Simon Bamberger som Utahs guvernör och efterträddes 1925 av George Dern.
Mabey var delegat till republikanernas konvent inför presidentvalet i USA 1924. År 1959 avled han och gravsattes på begravningsplatsen Bountiful Memorial Park i Bountiful.